# Incourt (Belgia)
Incourt (wa. Incoû) – miejscowość i gmina (commune) w środkowej Belgii, w Regionie Walońskim, w prowincji Brabancja Walońska, w okręgu Nivelles. 1 stycznia 2024 r. liczyła 5662 mieszkańców.

## Podział administracyjny
W skład gminy wchodzą cztery dzielnice (section):
- Glimes
- Opprebais
- Piétrebais (Neerbeek)
- Roux-Miroir